# Herbert Huncke
Herbert Edwin Huncke (ur. 9 stycznia 1915 w Greenfield (Massachusetts), zm. 8 sierpnia 1996 w Nowym Jorku) – amerykański pisarz i poeta oraz inicjator wielu  ruchów kulturowych, społecznych i estetycznych XX wieku w USA. Był członkiem Beat Generation, prawdopodobny autor tego terminu.

## Biogram
Huncke był synem Herberta Spencera Huncke'a, maszynisty oraz 16-letniej Marguerite Bell, gospodyni domowej. W 1919 r. rodzina przeniosła się do Detroit, gdzie urodził się jego młodszy brat; dwa lata później osiedlili się nad brzegiem jeziora w Chicago, gdzie Spencer Huncke założył firmę zajmującą się dystrybucją części maszyn. Wychowany był w średniozamożnej rodzinie. Z dzieciństwa  zapamiętał ciągłe kłótnie swoich rodziców, które doprowadziły do rozwodu, gdy wkroczył w okres dojrzewania. Uczęszczał do lokalnych szkół publicznych, ale życie uliczne w Chicago było dla niego bardziej interesujące. Dwa lata chodził do liceum w szkole wieczorowej (program umożliwiający uczniom porzucenie zwykłego programu szkolnego i uczenie się w szkole wieczorami i w weekendy), pracując jako posłaniec. Rok później na dobre porzucił szkołę. Zaczął przebywać na Rush Street, zadając się z oszustami, narkomanami i drobnymi przestępcami związanymi z Al Capone. Zainspirowany powieścią Johna Palmera (Francisa Beedinga) o przemytnikach narkotyków pt. „The Little White Hag” (1926), sam zaczął zażywać narkotyki i wkrótce wpadł w nałóg.
Na początku lat 30. XX w. opuścił Chicago, podróżując autostopem i pociągami towarowymi po USA. Zatrzymywał się w Nowym Orleanie, Memphis, (Tennessee); Galveston, (Teksas); East Saint Louis, (Illinois); i w miastaach w Kalifornii, zajmując się kradzieżą i wykonywaniem dorywczych prac. Wreszcie w 1939 r. przybył do Nowego Jorku. Huncke znalazł się w wielkim mieście jako człowiek bez środków do życia. Wkrótce aby przeżyć zaczął się prostytuować, handlować narkotykami i kraść. Przyłapany na włamywaniu się do samochodu, spędził sześć miesięcy w więzieniu Hart’s Island, gdzie jednym z jego zajęć było wykopywanie masowych grobów. Po zwolnieniu wrócił na Times Square. Jako bezdomny nawiedzał całodobowe kawiarnie i obskurne bary wzdłuż 8 Alei. Wkrótce zwrócił na siebie uwagę miejscowej policji, która ochrzciła go mianem „Creep”. Alfred Kinsey, badacz zachowań seksualnych, również zauważył Huncke'a. Spotykając się z nim w barze, zwerbował go do ankiety i zgodził się zapłacić 2 dolary za każdego znajomego, którego mógłby polecić. W ten sposób autorzy: Beat Generation: William S. Burroughs, Allen Ginsberg i Jack Kerouac, stali się częścią książki Kinseya Zachowanie seksualne mężczyzny (Sexual Behavior in the Human Male 1948).
II wojna światowa przerwała przestępczą działalność Huncke'go w Nowym Jorku. Zmotywowany wysokimi zarobkami i chęcią wypłynięcia w morze, wstąpił do marynarki handlowej, gdzie służył, zaopatrując wojska w Normandii, wkrótce po inwazji aliantów.
W 1945 r. zamieszkał na Dolnym Manhattanie. Pewnego dnia jego współlokator Bob Brandenburg przyprowadził do ich mieszkania dostojnie wyglądającego dżentelmena w płaszczu Chesterfield, który chciał pozbyć się broni i  morfiny. Był to William S. Burroughs, z  którym później się zaprzyjaźnił. Kiedy Burroughs zamieszkał z Joan Vollmer zaprosił Huncke'go na spotkanie z Ginsbergiem i Kerouacem. Wtedy Huncke wprowadził intelektualistów z Columbia University w mroczny świat narkotyków i przestępczości, który wydawał się bardziej autentyczny niż życie akademickie. Oni z kolei zapewnili Huncke'mu, utalentowanemu gawędziarzowi, doceniającą go publiczność.
W grudniu 1946 r. Burroughs przeprowadził się do New Waverly w Teksasie, gdzie zaczął uprawiać marihuanę. Huncke dołączył do niego w lutym 1947 r. i pozostał do października, kiedy Neal Cassady odwiózł Burroughs'a i Huncke'a  jeepem pełnym marihuany z powrotem do Nowego Jorku. Poza krótką wycieczką do Detroit, Huncke włóczył się po Times Square przez następne czternaście miesięcy. Zima 1948 r. była szczególnie ciężka, jak wspominał w swojej autobiografii: „Chciałem tylko miejsca, w którym mógłbym mieszkać lub umrzeć z zimna”. W lutym 1949 r., chory i wyczerpany, przybył do mieszkania Ginsberga. Korzystając z jego gościnności, wrócił do zdrowia. Wkrótce nawiązał współpracę z parą przyjaciół: Jackiem Melody i Priscillą Arminger (znaną również jako Vicki Russell), przy serii włamań. Trio wykorzystywało mieszkanie Ginsberga do przechowywania łupów. Po zatrzymaniu przez policję Melody, Huncke, mający wcześniejszą przeszłość kryminalną, został skazany na pięć lat więzienia.
W latach 50. XX w., kiedy Ginsberg, Kerouac i Burroughs publikowali książki, zdobywali sławę i zapoczątkowali Beat Generation, Huncke przebywał w więzieniach stanu Nowy Jork, jak Sing Sing, Dannemora i Riker’s Island. W ciągu swojego życia kilkanaście lat życia spędził za kratami. Po zwolnieniu warunkowym w 1959 r. znalazł pracę w firmie zajmującej się importem szkła. Zachęcony przez Ginsberga, wygłosił swoje pierwsze czytanie w Seven Arts Coffee Gallery. Przyjaciele wspierali jego pisanie i chociaż nadal brał narkotyki, miał dość pieniędzy, aby się utrzymać. W 1964 r., ponownie aresztowany za posiadanie narkotyków spędził sześć miesięcy w więzieniu, ale zdążył wcześniej zobaczyć publikację swojej pierwszej książki, „Huncke’s Journal” (1965). W 1968 r. pojawił się w programie Davida Susskinda i opublikował swoją historię „Alvarez” w październikowym „Playboy”.
Około 1970 r. poznał Louisa R. Cartwrighta, początkującego fotografa. Huncke, który uważał się za biseksualistę, był dla Cartwrighta  zarazem kochankiem i ojcem. Wynajęli mieszkanie na Brooklynie i spędzili razem prawie dwadzieścia pięć lat. W latach 70. i 80. XX w. ustatkował się, przystępując do programu leczenia metadonem, czytając i udzielając wywiadów. W rezultacie jego twórczość zyskała większe uznanie. W 1979 r. ukazały się jego opowiadania „Elsie John” i „Joey Martinez” a rok później zbiór opowiadań „The Evening Sun Turned Crimson”. Dopiero w 1990 r. wyszła autobiografia pt. „Guilty of Everything”, nad którą pracował przez ponad dwadzieścia lat.
W latach 90. XX w. powrócił na Manhattan, najpierw mieszkał przy 269 East Seventh Street, a następnie w hotelu Chelsea, gdzie był wspierany przez przyjaciół i wielbicieli, w tym Jerry'ego Garcia z zespołu Grateful Dead. W styczniu 1994 r. upadł i złamał ramię, po czym został krótko hospitalizowany. Kolejny cios nastąpił 6 czerwca 1994 r., kiedy Cartwright został zamordowany. Huncke był zbyt zrozpaczony, by uczestniczyć w pogrzebie. Chociaż jego stan zdrowia się pogarszał, czytał na Lowell Celebrates Kerouac Festival 6 października 1995 r., w Lowell i na Uniwersytecie Connecticut 7 grudnia 1995 r. W wieku 81 lat zmarł na zastoinową niewydolność serca w szpitalu Beth Israel. Na własną prośbę został poddany kremacji bez żadnych religijnych rytuałów.